# Casa Antoni Codina
La casa Antoni Codina és un edifici situat als carrers de la Ciutat i del Cometa de Barcelona. Com que no està catalogat, li correspon la categoria D (bé d'interès documental) atorgada per defecte a tots els edificis del districte de Ciutat Vella.

## Història

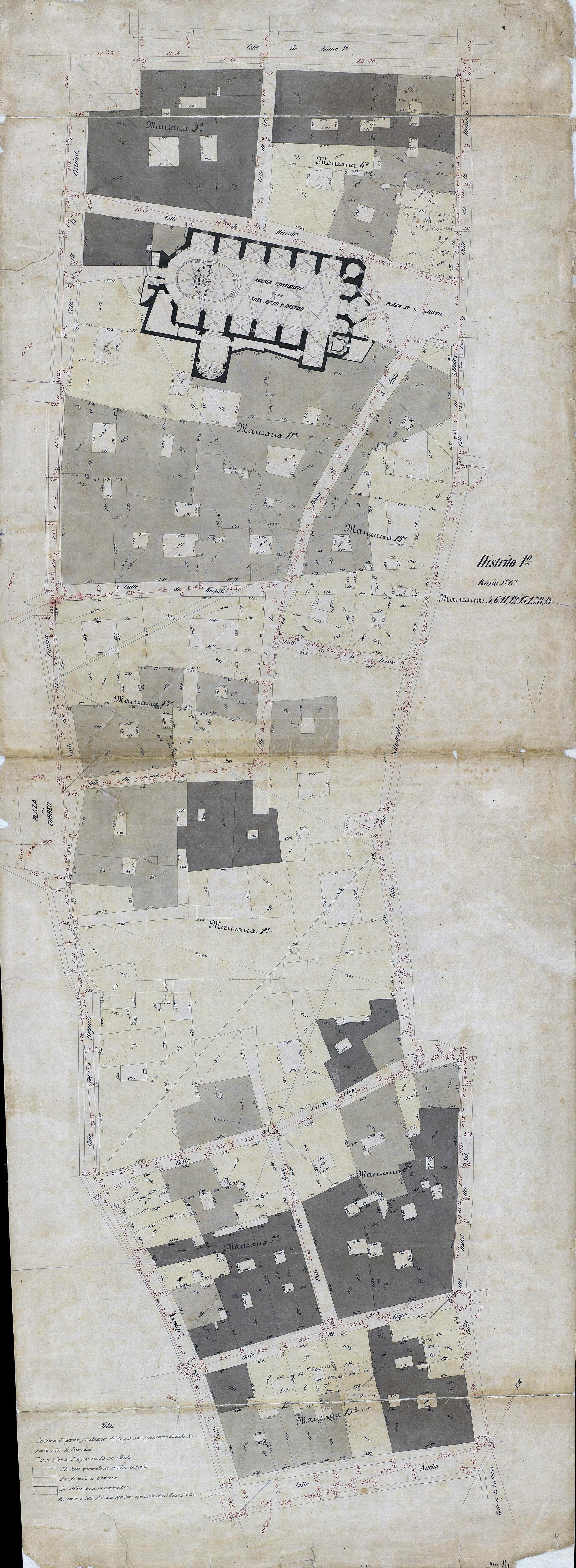
Quarteró núm. 11 de Garriga i Roca (c. 1860)

Samuel Bertschinger (Lenzburg, Suïssa - Barcelona, 1836) fou un soldat que s'instal·là a Catalunya el 1788, i a partir del 1791, treballà com a gravador i majordom en diverses fàbriques d'indianes, entre elles la de Canaleta. Es desconeix quan va crear la seva fàbrica de naips, però segurament no abans del 1815. El 1819 es va traslladar des del carrer de Sant Pau a la plaça de les Cols, i el 1824, ja associat amb el seu gendre Antoni Codina i Augerolas (casat amb la seva filla Rosa), es va traslladar al carrer d'en Ripoll.
El 1826, Bertschinger i Codina es van instal·lar al carrer de Sant Pere Més Baix, 5 (actual 63), i el 1843, ja mort el seu sogre, Antoni Codina va encarregar a l'arquitecte Francesc Renart i Arús el projecte d'un nou edifici a la plaça del Regomir (antigament Correu Vell), on el 1845 va traslladar la producció. El 1855 van afegir al seu catàleg el paper pintat.
Pel que sembla, el seu fill Antoni Josep Codina i Bertschinger no va continuar amb el negoci, però es va veure involucrat en la liquidació de la societat Font, Alexander i Cia, i el 1871 la casa va ser subhastada.
Ja al segle xx, hi hagué la fàbrica i magatzem de rajoles i vidres plans Successors de Ramon Sans.